# Acvilă cu creastă lungă
Acvila cu creastă lungă (Lophaetus occipitalis) este o pasăre de pradă africană, caracterizată prin creasta de pene zburlite. În familia Accipitridae, care include acvilele, este în prezent plasată într-un gen monotipic, Lophaetus.

## Comportament
Se găsește în toate tipurile de păduri și savane împădurite, în special în pădurile umede de lângă mlaștini, zone umede și râuri. Se găsește, de asemenea, în zone agricole precum plantații, câmpuri cultivate, pășuni și livezi. Își petrece cea mai mare parte a timpului pe ramurile expuse ale copacilor înalți sau pe stâlpii de electricitate situați la marginea pădurilor, în luminișuri sau de-a lungul drumurilor.

## Galerie

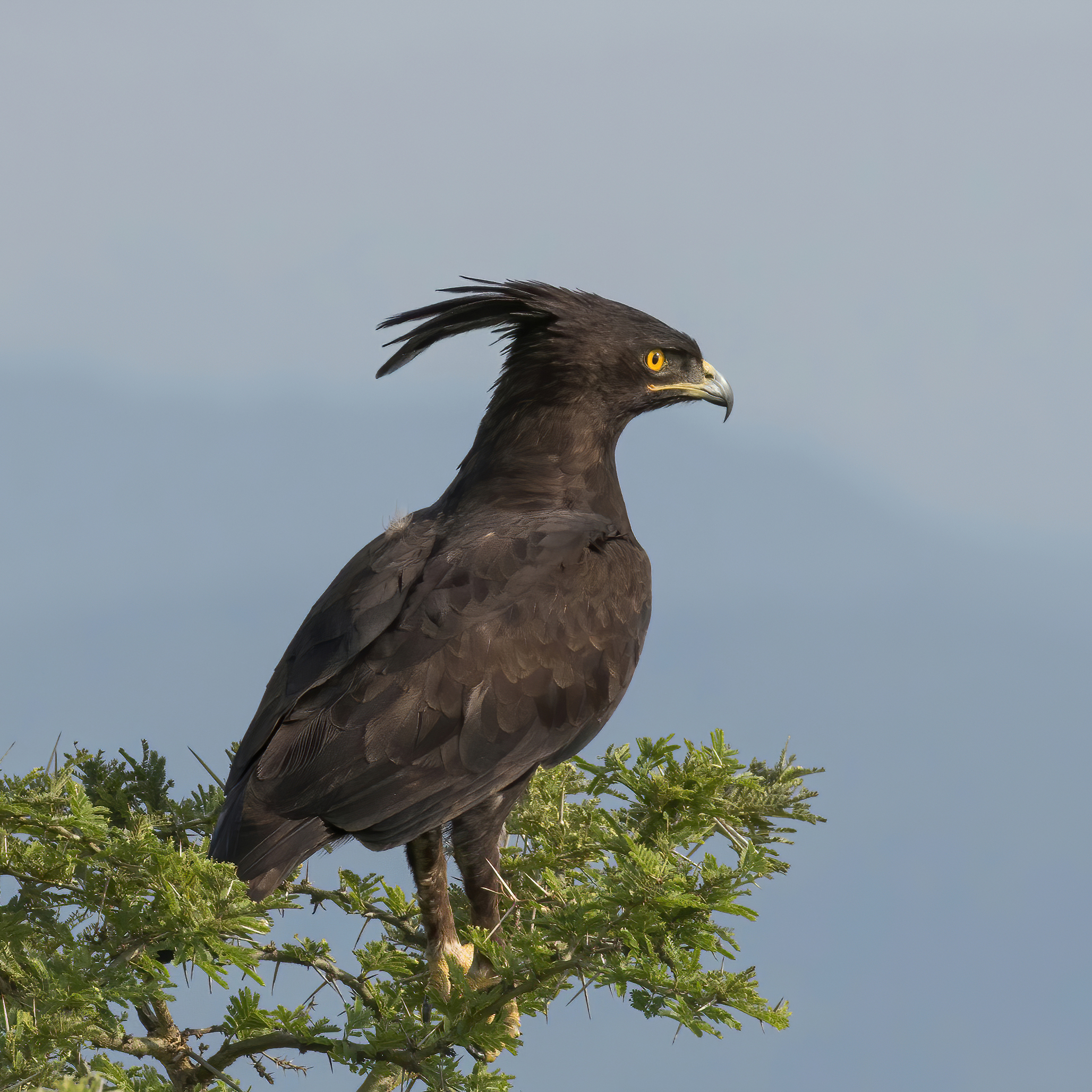
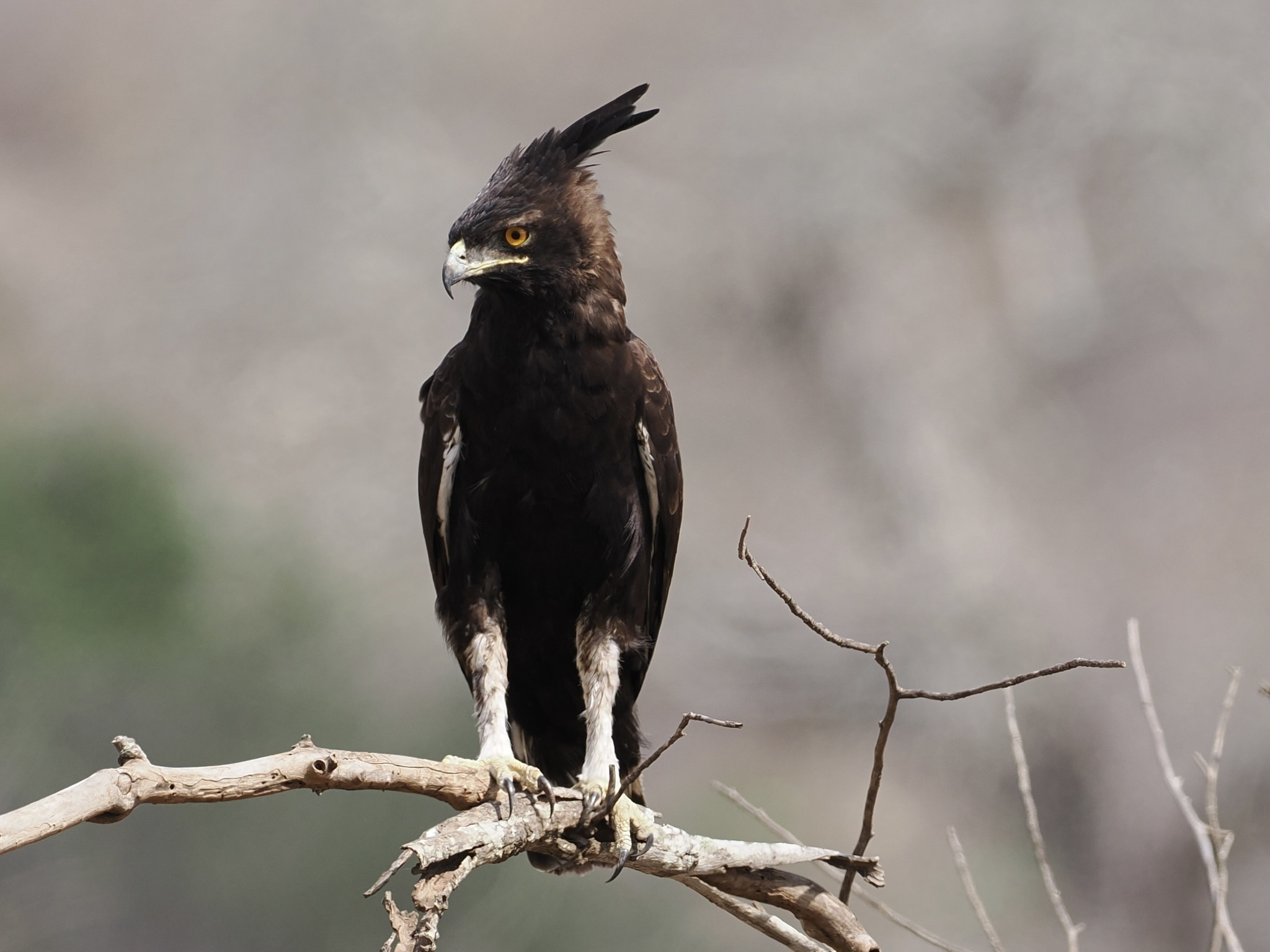
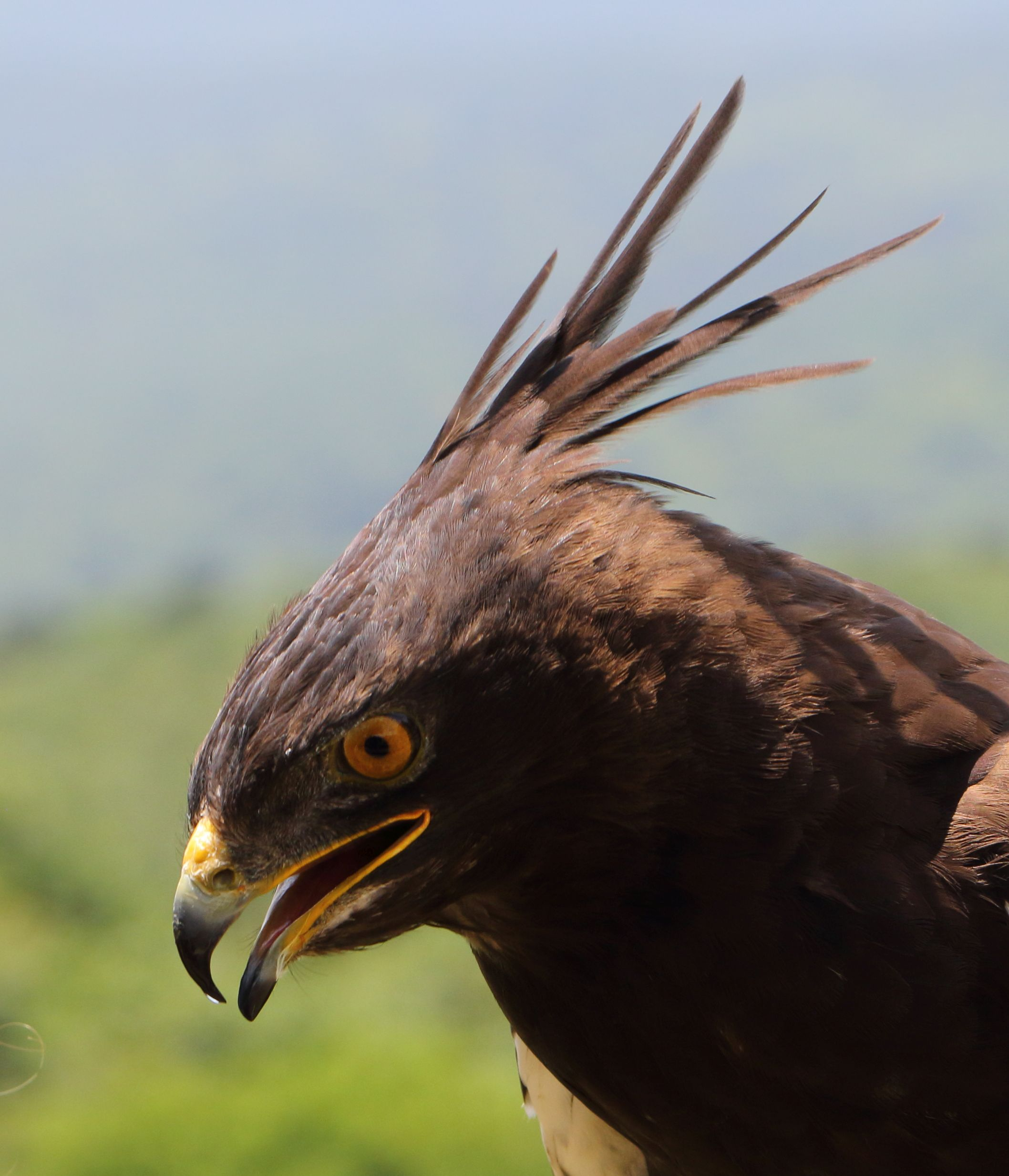